# Gustaf Benzelstierna
Gustaf Benzelstierna, född 3 augusti 1687, död 28 april 1746, var en svensk bibliotekarie.

## Biografi
Benzelstierna föddes som son till ärkebiskop Erik Benzelius d.ä. och hans hustru Margareta Odhelia. Han inskrevs 1712 som extraordinarie kanslist i riksarkivet och hade hunnit befordras till registrator i kanslikollegium, när han 1721 gav sig av på en utrikes resa för att studera utländska bibliotek och sällsynta manuskript och dokument i utländska arkiv. Vid sin återkomst till Sverige 1725 utnämndes han till aktuarie i Riksarkivet och förordnades 1732 till kunglig bibliotekarie och 1737 till censor librorum. Han skall i den egenskapen ha fungerat mer som rådgivare till unga författare som sökte hjälp att få sina verk tryckta än som censor. Han arbetade även för uppbyggnad av Kungliga bibliotekets samlingar.